# Pam Grier
Pam Grier, all'anagrafe Pamela Suzette Grier (Winston-Salem, 26 maggio 1949), è un'attrice statunitense.

## Biografia
Primogenita del meccanico dell'aeronautica statunitense Clarence Grier e dell'infermiera Gwendolyn Samuels, esordì nel cinema nel 1970, con una piccola parte in Lungo la valle delle bambole, diretto da Russ Meyer. Si specializzò in ruoli sensuali e diventò la regina delle pellicole d'azione, e una delle maggiori icone del genere blaxploitation, con film come Coffy (1973), Foxy Brown (1974) e Sheba, Baby (1975), diretta più volte da Jack Hill.
Pam Grier diventò in poco tempo una delle più grandi star afroamericane della storia del cinema, imponendo sul grande schermo l'immagine di una donna afroamericana indipendente, intelligente e forte. Nel 1973 interpretò La rivolta delle gladiatrici, diretta dal regista italiano Joe D'Amato, mentre negli anni ottanta recitò soprattutto in televisione, incluse due puntate da coprotagonista della celebre serie Miami Vice.
Ritornò alla ribalta grazie a Quentin Tarantino che, da grande appassionato, la ripropose in un ruolo che l'aveva sempre contraddistinta stile blaxploitation anni settanta con la pellicola Jackie Brown (1997), in cui Pam Grier interpreta una hostess over 40. Il successo di questo film le valse una candidatura ai Golden Globe del 1998 come migliore attrice protagonista. Tornò quindi a lavorare in televisione. Dal 2004 al 2009 è stata nel cast della serie The L Word, in cui interpreta Kit, la sorella di Bette, interpretata da Jennifer Beals. È anche apparsa nel videogioco Call of Duty: Infinite Warfare (2016), nel secondo pacchetto scaricabile come "celebrità ospite".

## Filmografia

### Attrice

#### Cinema
- Lungo la valle delle bambole (Beyond the Valley of the Dolls), regia di Russ Meyer (1970)
- Sesso in gabbia (The Big Doll House), regia di Jack Hill (1971)
- Rivelazioni di un'evasa da un carcere femminile (Women in Cages), regia di Gerardo de Leon (1971)
- Il crepuscolo della scienza (The Twilight People), regia di Eddie Romero (1972)
- I diamanti sono pericolosi (Cool Breeze), regia di Barry Pollack (1972)
- The Big Bird Cage, regia di Jack Hill (1972)
- Hit Man, regia di George Armitage (1972)
- Donne in catene (Black Mama, White Mama), regia di Eddie Romero (1973)
- Coffy, regia di Jack Hill (1973)
- Scream Blacula Scream, regia di Bob Kelljan (1973)
- La rivolta delle gladiatrici, regia di Joe D'Amato (1974)
- Foxy Brown, regia di Jack Hill (1974)
- Sheba, Baby, regia di William Girdler (1975)
- Bucktown, regia di Arthur Marks (1975)
- Assassinio all'aeroporto (Friday Foster), regia di Arthur Marks (1975)
- Drum, l'ultimo mandingo (Drum), regia di Steve Carver e Burt Kennedy (1976)
- La notte dell'alta marea, regia di Luigi Scattini (1977)
- Il circuito della paura (Greased Lightning), regia di Michael Schultz (1977)
- Bronx 41º distretto di polizia (Fort Apache the Bronx), regia di Daniel Petrie (1981)
- Il duro più duro (Tough Enough), regia di Richard Fleischer (1983)
- Qualcosa di sinistro sta per accadere (Something Wicked This Way Comes), regia di Jack Clayton (1983)
- Sogni di gloria (On the Edge), regia di Rob Nilsson (1985)
- Stand Alone, regia di Alan Beattie (1985)
- The Vindicator, regia di Jean-Claude Lord (1986)
- Una notte da ricordare (The Allnighter), regia di Tamar Simon Hoffs (1987)
- Nico (Above the Law), regia di Andrew Davis (1988)
- Uccidete la colomba bianca (The Package), regia di Andrew Davis (1989)
- Classe 1999 (Class of 1999), regia di Mark L. Lester (1990)
- Un mitico viaggio (Bill & Ted's Bogus Journey), regia di Peter Hewitt (1991)
- Posse - La leggenda di Jessie Lee (Posse), regia di Mario Van Peebles (1993)
- Serial Killer, regia di Pierre David (1995)
- Sfida finale (Original Gangstas), regia di Larry Cohen (1996)
- Fuga da Los Angeles (Escape from L.A.), regia di John Carpenter (1996)
- Mars Attacks!, regia di Tim Burton (1996)
- Strip Search, regia di Rod Hewitt (1997)
- Fakin' Da Funk, regia di Timothy A. Chey (1997)
- Jackie Brown, regia di Quentin Tarantino (1997)
- Amiche cattive (Jawbreaker), regia di Darren Stein (1999)
- No Tomorrow, regia di Master P (1999)
- In Too Deep, regia di Michael Rymer (1999)
- Holy Smoke - Fuoco sacro (Holy Smoke), regia di Jane Campion (1999)
- Snow Day, regia di Chris Koch (2000)
- La fortezza: segregati nello spazio (Fortress 2), regia di Geoff Murphy (2000)
- Wilder - Indagine pericolosa (Wilder), regia di Rodney Gibbons (2000)
- 3 A.M. - Omicidi nella notte (3 A.M.), regia di Lee Davis (2001)
- Hard Attraction (Love the Hard Way), regia di Peter Sehr (2001)
- Fantasmi da Marte (John Carpenter's Ghosts of Mars), regia di John Carpenter (2001)
- Bones, regia di Ernest R. Dickerson (2001)
- Pluto Nash (The Adventures of Pluto Nash), regia di Ron Underwood (2002)
- Baby of The Family, regia di Jonee Ansa (2002)
- Back in the Day, regia di James Hunter (2005)
- Rimbalzi d'amore (Just Wright), regia di Sanaa Hamri (2010)
- The Invited, regia di Ryan McKinney (2010)
- L'amore all'improvviso - Larry Crowne (Larry Crowne), regia di Tom Hanks (2011)
- Woman Thou Art Loosed: On the 7th Day, regia di Neema Barnette (2012)
- L'uomo con i pugni di ferro (The Man with the Iron Fists), regia di RZA (2012)
- Mafia, regia di Ryan Combs (2012)
- Bad Grandmas, regia di Srikant Chellappa (2017)
- Being Rose, regia di Rod McCall (2017)
- Poms, regia di Zara Hayes (2019)
- As We Know It, regia di Josh Monkarsh (2023)
- Cinnamon, regia di Bryian Keith Montgomery Jr. (2023)
- Cimitero vivente: le origini (Pet Sematary: Bloodlines), regia di Lindsey Anderson Beer (2023)

#### Televisione
- Radici - Le nuove generazioni (Roots: The Next Generation) – miniserie TV, 1 puntata (1979)
- Love Boat (The Love Boat) – serie TV, episodi 3x18-3x19 (1980)
- Il sigillo dell'assassino (Badge of the Assassin), regia di Mel Damski – film TV (1985)
- Giudice di notte (Night Court) – serie TV, episodi 3x21-3x22 (1986)
- I Robinson (The Cosby Show) – serie TV, episodio 3x24 (1987)
- Frank's Place – serie TV, episodio 1x19 (1988)
- Crime Story – serie TV, 7 episodi (1986-1988)
- Miami Vice – serie TV, episodi 1x16-2x01-5x21 (1985-1989)
- Voci nella notte (Midnight Caller) – serie TV, episodio 2x09 (1989)
- California (Knost Landing) – serie TV, episodi 12x04-12x05 (1990)
- Monsters – serie TV, episodio 3x22 (1991)
- Pacific Station – serie TV, episodio 1x10 (1992)
- Il prezzo della verità (A Mother's Right: The Elizabeth Morgan Story), regia di Linda Otto – film TV (1992)
- The Sinbad Show – serie TV, episodio 1x17 (1994)
- Willy, il principe di Bel-Air (The Fresh Prince of Bel-Air) – serie TV, episodio 4x22 (1994)
- Martin – serie TV, episodio 3x18 (1995)
- Marshal (The Marshal) – serie TV, episodio 1x13 (1995)
- Sparks – serie TV, episodio 1x08 (1996)
- The Wayans Bros. – serie TV, episodio 3x10 (1996)
- Ricominciare ad amare (Family Blessings), regia di Nina Foch e Deborah Raffin – film TV (1998)
- Hayley Wagner, Star, regia di Nell Scovell – film TV (1999)
- Tris di cuori (For Your Love) – serie TV, episodio 3x07 (1999)
- Linc's – serie TV, 35 episodi (1998-2000)
- Strange Frequency – serie TV, episodio 1x09 (2001)
- The Feast of All Saints, regia di Peter Medak – film TV (2001)
- Night Visions – serie TV, episodio 1x12 (2002)
- Law & Order - Unità vittime speciali (Law & Order: Special Victmis Unit) – serie TV, episodi 4x05-4x15 (2002-2003)
- Caccia al killer (1st to Die), regia di Russell Mulcahy – film TV (2003)
- Tre signore e una grande impresa (Ladies of the House), regia di James A. Contner – film TV (2008)
- The L Word – serie TV, 70 episodi (2004-2009)
- Smallville – serie TV, episodi 9x11-9x16-9x19 (2010)
- Il mostro di Cleveland (Cleveland Abduction), regia di Alex Kalymnios – film TV (2015)
- This Is Us – serie TV, episodi 2x17-4x07 (2018-2019)
- La scatola dei desideri (A Christmas Wish), regia di Emily Moss Wilson – film TV (2019)
- Bless This Mess – serie TV, 26 episodi (2019-2020)
- Loro (Them) – serie TV, 8 episodi (2024)

### Doppiatrice
- Mignolo e Prof (Pinky and the Brain) - serie animata, episodio 3x26 (1998)
- La famiglia della giungla (The Wild Thornberrys) - serie animata, episodio 2x05 (1999)
- Happily Ever After: Fairy Tales for Every Child - serie animata, episodio 3x04 (1999)
- Justice League - serie animata, episodi 1x20-1x21 (2002)

## Riconoscimenti (parziale)
- Golden Globe
  - 1998 - Candidatura alla migliore attrice in un film commedia o musicale per Jackie Brown
- Academy of Science Fiction, Fantasy & Horror Films
  - 1998 - Candidatura alla miglior attrice per Jackie Brown
- Acapulco Black Film Festival
  - 1999 - Premio alla carriera
- Chicago Film Critics Association Award
  - 1998 - Candidatura alla miglior attrice per Jackie Brown
- Csapnivalo Awards
  - 2000 - Miglior interpretazione femminile per Jackie Brown
- Daytime Emmy Awards
  - 2000 - Candidatura alla miglior interpretazione in un programma di animazione per Happily Ever After: Fairy Tales for Every Child
- Satellite Award
  - 1998 - Candidatura alla miglior attrice per Jackie Brown
- Sitges - Festival internazionale del cinema fantastico della Catalogna
  - 2018 - Time-Machine Onorary Award

## Doppiatrici italiane
Nelle versioni in italiano delle opere in cui ha recitato, Pam Grier è stata doppiata da: 
- Isabella Pasanisi in Amiche cattive, Fantasmi da Marte, The L Word, L'amore all'improvviso - Larry Crowne, Bless This Mess, Cimitero vivente: le origini
- Antonella Giannini in Holy Smoke - Fuoco sacro, Law & Order - Unità vittime speciali (ep. 4x05), Smallville
- Cinzia De Carolis in Un mitico viaggio, Law & Order - Unità vittime speciali (ep. 4x15), Loro
- Anna Cesareni in Mars Attacks!, Classe 1999, Linc's
- Vittoria Febbi in Coffy, Jackie Brown
- Paila Pavese in Drum - L'ultimo mandingo
- Melina Martello in Miami Vice (ep. 1x16, 2x01)
- Germana Dominici in Qualcosa di sinistro sta per accadere
- Cinzia Leone in Nico
- Cristiana Lionello in Miami Vice (ep. 5x21)
- Serena Verdirosi in Uccidete la colomba bianca
- Sonia Scotti in Willy, il principe di Bel-Air
- Adele Pellegatta in Classe 1999 (ridoppiaggio)